# Olavsmärket
Olavsmärket är det sammansatta figurmotivet i Den norska kyrkans officiella vapensköld, fastställt genom kronprinsregentens resolution den 28 september 1990. Vapnet är i rött ett guldklöverbladskors lagt över två yxor med guldskaft och silveryxblad vända utåt. 
Detta vapenmotiv, som i nyare tid benämns "Olavsmärket", är ett kännetecken som länge har uppfattats som samfundssymbol för Den norska kyrkan. Den vanligaste tolkningen av figurerna är att den universella kristna symbolen - korset som Jesus dog på - har lagts över den norska kristna symbolen – Olav den heliges martyryxa, alltså den yxa som han blev dräpt med. Att det är två yxor kan ses som ett rent dekorativt uttrycksmedel. Det finns vapensköldar med liknande sammansättningar av korset och en annan symbolfigur som visas två gånger (herdestavar, nycklar och annat).
Kirkerådet i Den norska kyrkan har fastställt föreskrift för användning av vapnet. Vapnet kan användas av officiella organ i Den norska kyrkan, bland annat på brevpapper. Vid tryck i svart/vitt används en konturteckning av vapnet.

## Historia
Den äldsta kända användningen av vapenmotivet är i ett sigill, använt av ärkebiskop Gaute Ivarsson (1475-1510) och biskopen av Oslo, Gunnar Tjostulvsson Holk (1453-1483). Den förste som använde märket så som det är i dag, var ärkebiskop Erik Walkendorf, som var ärkebiskop i Nidaros 1510-1522. Vapnet med klöverbladskorset och de två yxorna var ärkestiftets vapen. Under ärkebiskop Walkendorf och efterföljaren Olav Engelbrektsson (1523–1537) präglades det också norska mynt med klöverbladskorset och yxorna.
Under 1900-talet diskuterade biskoparna i Den norska kyrkan flera gånger utformningen av sigill och vapen. Biskoparna beslöt 1924 att Olavsmärket skulle tas i bruk som kännetecken för Den norska kyrkan. De har hållit fast vid att Olavsmärket är den samlande symbolen för Den norska kyrkan. Korset är symbol för den universella kristna kyrkan. Olav den heliges martyrdöd har gjort yxan till symbol för kyrkan i Norge. 

## Martyrsymbol och nationell symbol
Olavsmärket visar en sådan yxa som användes vid dråpet av Olav den helige, och inte den yxa som han själv använde. Olav var en stridsman som föll i strid, och några hävdar att Den norska kyrkans vapen kan "signalera institutionell makt", och kanske också våldsmakt. Men symboliken kan lika gärna vara motsatt: genom att Olavs död med en yxa medverkade till kristendomens genomslag i Norge, blir yxan en kristen segersymbol, på liknande sätt som korset blev det genom Jesu död.
En stridsyxa var det vanligaste vapnet för nordmän under tidig medeltid; enklare och billigare att framställa än svärd. I det förhållandet kan yxan vara en nationell norsk symbol, men yxan i Norges riksvapen från senare delen av 1200-talet, antas symbolisera Olav den helige. Irländarna uppfattade yxan som ett norskt vapen, och började själva använda den i sådan omfattning att då engelsmännen under senmedeltiden kom till Irland blev yxan betraktad som ett irländskt vapen.

## Olavskorset
Med utgångspunkt i Olavsmärket som nationell symbol, betecknas ibland klöverbladskors som "Olavskorset". Hela Olavsmärket ingår seden 1905 i ordenskedjan för St. Olavs Orden. Klöverbladskorset utan yxorna används i Krigskorset, instiftat år 1941, och omtalas i statuterna som "Olavskorset". Ordensinsignierna för den Kungliga norska förtjänstorden, instiftad år 1985, har Olavskorset som sitt centrala motiv. Även Militärkorset, instiftat år 2007, använder klöverbladskorset.